# Adam Shead
Adam Shead (* 1993) ist ein US-amerikanischer Jazz- und Improvisationsmusiker (Schlagzeug, Komposition).

## Leben und Wirken
Shead, der in Chicago lebt und arbeitet, begann im Alter von zwölf Jahren zu trommeln. Zunächst spielte er in einer Punkband namens Super Minotaur. Dann studierte er am Columbia College, wo er mit dem Bachelor in Perkussion abschloss, und an der University of Michigan (Master in Contemporary Improvisation).
Erste Aufnahmen entstanden mit der No-Wave-Band Cellular Chaos um Weasel Walter Cellular Chaos um Weasel Walter und 2017 mit Andrew Drury und dem University of Michigan Creative Arts Ensemble. Seitdem spielt er im Trio mit Jason Stein und Damon Smith (Synaptic Atlas), und in den Formationen  Ben Zucker’s Fifth Season und im Jake Wark Quartet. Mit seinem Quintett (mit Jeff Kimmel, Matt Piet, Ishmael Ali und Andrew Scott Young) legte Shead das Album  Full Cycle, Thread New vor; mit Stein, Smith und Marilyn Crispell nahm er 2024 das Album Spi-raling Horn (2024) auf.  Er gründete Ensembles wie das Adiaphora Orchestra und Piet/Piazza/Shead sowie Dikeman/Stadhouders/Piazza/Shead. Mit seiner Band Mikroplastique (zu der Ben Zucker, Molly Jones und Josh Harlow gehören) entstand das Album Blare Blow Bloom! (2024). Außerdem leitet er das Dod Kalm Quartett, das regelmäßig in der Nitecap Coffee Bar im Chicagoer Stadtteil Pilsen auftritt.
Des Weiteren ist Shead als Kurator von Performances in der Chicagoer Kunstszene tätig, wie für die Slate Arts & Performance and Comfort Station.

## Diskographische Hinweise
- Stein, Smith, Shead: Volumes & Surfaces (Balance Point Acoustics, 2022)
- Stein / Smith / Shead:  Hum (Irritable Mystic Records, 2023)
- Jason Stein, Marilyn Crispell, Damon Smith, Adam Shead: spi-raling horn (Irritable Mystic Records, 2024)
- microplastique: blare blow bloom! (Irritable Mystic Records, 2024)